# Erpo Freiherr von Bodenhausen
Erpo Freiherr von Bodenhausen (12 de abril de 1897 - 9 de mayo de 1945) fue un general alemán que comandó la 12.ª División Panzer durante la Segunda Guerra Mundial. Fue condecorado con la Cruz de Caballero de la Cruz de Hierro de la Alemania Nazi. Bodenhausen se suicidó el 9 de mayo de 1945 en la bolsa de Curlandia.

## Condecoraciones
- Cruz de Hierro (1914) 2ª Clase (12 de octubre de 1915) & 1ª Clase (6 de octubre de 1917)[1]
- Medalla de Herido (1914) en Negro (27 de septiembre de 1918)[1]
- Broche de la Cruz de Hierro (1939) 2ª Clase (22 de septiembre de 1939) & 1ª Clase (30 de septiembre de 1939)[1]
- Insignia de Combate de Tanques en Bronce (1 de noviembre de 1940)[1]
- Cruz Alemana en Oro el 31 de enero de 1942 como Oberstleutnant en el Schützen-Regiment 28[2]
- Cruz de Caballero de la Cruz de Hierro el 17 de diciembre de 1943 como Generalmajor y comandante de la 12.ª División Panzer[3]